# Santo Stefano di Sessanio
Santo Stefano di Sessanio – miejscowość i gmina we Włoszech, w regionie Abruzja, w prowincji L’Aquila.
Według danych na rok 2004 gminę zamieszkiwało 116 osób, 3,5 os./km².